# Tara Nicodemo
Tara Nicodemo (* 10. September 1979) ist eine kanadische Schauspielerin.

## Leben
Tara Nicodemo absolvierte ein Schauspiel-Studium am Stella Adler Conservatory in New York City. Seit den 2000er Jahren spielt sie in Film und Fernsehen sowie in Toronto am Theater. Sie spielte in der Komödie Mambo Italiano (2003) sowie in den Kriminalfilmen Gangsters (2011) und Big Driver (2014). 2019 wirkte sie in zwei Folgen von Star Trek: Discovery als „Admiral Patar“ mit. 2021 war sie als „Rachel Walker“ in der Serie Y: The Last Man zu sehen.

## Filmografie (Auswahl)
- 2003: Mambo Italiano
- 2007: The Tracey Fragments
- 2009: A Wake
- 2011: Gangsters
- 2014: Big Driver
- 2016: Mean Dreams
- 2018: Letztendlich sind wir dem Universum egal (Every Day)
- 2019: Tammy’s Always Dying
- 2019: Star Trek: Discovery (Fernsehserie, 2 Folgen)
- 2020: New Eden (Fernsehserie, 4 Folgen)
- 2021: Y: The Last Man (Fernsehserie, 5 Folgen)
- 2022: Sneakerella
- 2023: Seven Veils
- 2023: The Boy in the Woods – Überleben ist alles (The Boy in the Woods)